# 唐嘉壕
唐嘉壕（1988年08月24日—）是一名加拿大男演員，出生於台灣台北。他畢業於貴湖大學，有著商業學士學位。2019年8月，唐嘉壕參與了Netflix旗下的一部英雄劇《朱比特傳奇》的試鏡，被導演相中成功拿下反派角色。唐嘉壕目前已經是被好萊塢主流的媒體報導為「好萊塢十大一線亞裔演員之一」。

## 生平
唐嘉壕出生於台灣台北，在6歲時全家移民到加拿大新斯科舍省哈利法克斯，從小打職業冰球，因天賦過人，曾被球賽評論員稱為當年的一匹黑馬。後因膝蓋受傷，無法繼續比賽，信心嚴重下滑，也因此患上嚴重抑鬱症。
唐嘉壕高中畢業後來到安大略省的貴湖大學讀市场营销，畢業後曾涉及過不少行業，如3C產業、行銷企劃、保險業，後來更成為一名金融企業高管，收入最多時，年薪可高達14萬加幣（320萬台幣）。
因為很喜歡看電影，在2016年的時候唐嘉壕開始接受演藝培訓，正式進入演藝圈。後因拍攝《朱比特傳奇》，漸漸的有了知名度。

## 影視作品列表
| 年份 | 譯名標題       | 原名標題                              | 角色               | 備註       |
| 2016 | 《指定倖存者》 | Designated Survivor                   | 臨時演員（未掛名） | 電視劇     |
| 2017 | 《闇影獵人》   | Shadowhunters: The Mortal Instruments | 吸血鬼             | 電視劇     |
| 2017 | 《無照律師》   | Suits                                 | 未掛名             | 電視劇     |
| 2017 | 不適用         | Kim's Convenience                     | 未掛名             | 電視劇     |
| 2017 | 不適用         | See No Evil                           | 記者               | 電視紀錄片 |
| 2018 | 不適用         | Scariest Night of My Life             | Christoper         | 電視紀錄片 |
| 2018 | 不適用         | View                                  | Zong               | 短片       |
| 2018 | 不適用         | Time, Space & Lee                     | Cody               | 短片       |
| 2019 | 《鮮血淋漓》   | Slasher                               | 性感少年（未掛名） | 電視劇     |
| 2020 | 《朱比特傳奇》 | Jupiter's Legacy                      | Baryon             | 電視劇     |